# Niechajewka (obwód kurski)
Niechajewka (ros. Нехаевка) – wieś (ros. село, trb. sieło) w zachodniej Rosji, centrum administracyjne sielsowietu niechajewskiego w rejonie rylskim obwodu kurskiego.

## Geografia
Miejscowość położona jest w dorzeczu Klewienia, 20,5 km od centrum administracyjnego rejonu (Rylsk), 121 km od Kurska.
W granicach miejscowości znajdują się ulice: Chutorskaja, Centralnaja, Nowaja.

## Demografia
W 2010 r. miejscowość zamieszkiwało 328 osób.